# Alice Wilson
Alice Evelyn Wilson, M.B.E., F.R.S.C. (26 tháng 8 năm 1881 – 15 tháng 4 năm 1964) là một nhà địa chất học và cổ sinh vật học Canada. Bà nghiên cứu về lĩnh vực đá và hóa thạch ở vùng Ottawa trong khoảng thời gian giữa năm 1913 và 1963.
Bà trở thành thành viên nữ đầu tiên của Hội Hoàng gia Canada vào năm 1937. Năm 1935, bà là thành viên của Order of the British Empire.